# Lovac na jelene
Lovac na jelene (eng. The Deer Hunter) je američka ratna drama iz 1978. godine koju je režirao Michael Cimino, a čija se radnja vrti oko trojice rusko-američkih radnika u čeličani te njihovom vojnom roku kojeg služe tijekom Vijetnamskog rata. U filmu su glavne uloge ostvarili Robert De Niro, Christopher Walken, John Savage, John Cazale, Meryl Streep i George Dzundza. Radnja filma odvija se u Clairtonu, malom industrijskom gradiću smještenom na rijeci Monongahela južno od Pittsburgha, a nakon toga negdje u pustopoljinama Vijetnama te pred kraj u Sajgonu tijekom Vijetnamskog rata.
Film je djelomično temeljen na nikad produciranom scenariju naziva The Man Who Came to Play autora Louisa Garfinklea i Quinna K. Redekera o ruskom ruletu. Producent filma Michael Deeley koji je našao scenarij unajmio je scenarista/redatelja Michaela Cimina koji je skupa s Dericom Washburnom prepravio tekst koristeći element ruskog ruleta i stavljajući ga u Vijetnamski rat. Snimanje filma nije prošlo bez problema budući su prekoračeni dozvoljeni budžet i raspored snimanja; film je u konačnici koštao 15 milijuna dolara. U vrijeme kino distribucije filma, scene s ruskim ruletom smatrale su se izrazito kontroverznima.
Film Lovac na jelene osvojio je pet prestižnih filmskih nagrada Oscar uključujući one za najbolji film, najboljeg redatelja (Cimino) i najboljeg sporednog glumca (Walken). Američki filmski institut postavio ga je na 53. mjesto najboljih filmova svih vremena.

## Radnja

### Prvi čin
U Clairtonu, malom industrijskom gradiću u zapadnom dijelu države Pennsylvania u drugoj polovici 1967. godine rusko-američki radnici u čeličani Michael "Mike" Vronsky (Robert De Niro), Steven Pushkov (John Savage) i Nikonar "Nick" Chevotarevich (Christopher Walken), uz pomoć svojih prijatelja i kolega Stana (John Cazale) i Petera "Axela" Axelroda (Chuck Aspegren) te vlasnika lokalnog kafića Johna Welsha (George Dzundza) pripremaju se za dvije velike nadolazeće stvari: Stevenovo vjenčanje i odlazak na služenje vojnog roka.
U uvodnim scenama filma upoznajemo trojicu glavnih likova - Mikea, ozbiljnog, ali skromnog vođu; Stevena, srdačnog mladoženju kojeg vlastita majka kudi zbog toga što nije stavio rubac na svoje odijelo za vjenčanje; i Nicka, tihog, introspektivnog mladića koji voli odlazak u lov na jelene zbog "drveća". U ovom dijelu filma također se upoznajemo i s Mikeovom filozofijom "jednog hitca" - filozofijom prema kojoj Mike voli loviti jelene (ubiti ih jednim hitcem). Prije nego što njih trojica odu u Vijetnam na vojni rok, Steven i njegova djevojka Angela (koja je trudna s drugim muškarcem, ali koju Steven svejedno voli) vjenčaju se u ruskoj pravoslavnoj crkvi. U međuvremenu svjedočimo činjenici da Mike skriva romantične osjećaje prema Lindi (Meryl Streep), Nickovoj djevojci. Proslava vjenčanja odvija se u lokalnom baru pa su uskoro svi pijani, plešu, pjevaju i općenito dobro zabavljaju. U jednom trenutku Mike, Nick i Steven primjećuju da je na vjenčanje došao pripadnik američkih specijalnih vojnih postrojbi. Mike mu kupuje piće i pokuša započeti razgovor kako bi saznao kakva je situacija u Vijetnamu, ali ga vojnik ignorira. Nakon što mu Mike objasni da on, Steven i Nick uskoro odlaze u Vijetnam, pripadnik Zelenih beretki diže čašu i kaže "jebi ga".
Uskoro vojnik ponovno digne čašu i kaže "jebi ga". Nakon što ga ostali zaustave prije nego što bi mogao započeti tučnjavu, Mike se vraća za bar i kao podrugljivu šalu diže svoju čašu, nazdravlja s vojnikom i kaže "jebi ga". Vojnik ga pogleda i kiselo mu se nasmiješi. Kasnije Steven i Angela (Rutanya Alda) tijekom ceremonije proslave vjenčanja piju iz zajedničkog pehara, a prema staroj tradiciji vjeruje se da ako popiju cijelo vino bez da proliju ijednu kap bit će sretni do kraja života. Ipak, jedna kap crvenog vina bez da to itko primijeti pada na Angelinu vjenčanicu te na taj način nagovještava buduće događaje.
Nakon što Linda uhvati buket cvijeća kojeg je bacila Angela, Nick ju zaprosi na što ona pristaje. Kasnije te večeri pijani Mike trči gradom potpuno gol. Nick ga sustigne i u njihovom zajedničkom razgovoru moli ga da ga ne ostavlja "tamo", ako se išta loše dogodi. Sljedećeg dana Mike, Nick, Stanley, John i Axel odlaze u lov na jelene posljednji put, a Michael ubija jelena "jednim hitcem".

### Drugi čin
Uskoro se naglo nađemo u ratom uništenom selu u kojem američki helikopter napada to isto selo kojeg su okupirali Komunisti napalmom. Vojnik Sjevernog Vijetnama baca granatu u sklonište prepuno civila. Mike koji se do tog trenutka nalazio u nesvijesti (a koji je u međuvremenu postao narednik u specijalnim vojnim jedinicama) budi se i vidi vojnika kako ubija ženu koja u naručju nosi dijete. Kao osvetu, Mike ga ubija bacačem plamena. U međuvremenu iz helikoptera izlazi nekoliko pripadnika američke pješadije među kojima su Nick i Steven. Michael, Steven i Nick neočekivano se susretnu prije nego što ih Vijetnamci zarobe i odvedu u ratni logor pored rijeke skupa s ostalim američkim vojnicima i vojnicima Južnog Vijetnama.
Kao zabavu, sadistički čuvari prisiljavaju zatvorenike da igraju ruski rulet i pritom se klade na one koji će preživjeti i one koji neće. Sva tri prijatelja prisiljena su igrati. Steven igra protiv Mikea koji mu daje moralnu podršku, ali Steven doživljava slom i gubi kontrolu nad pištoljem čiji metak ga okrzava po glavi. Kao kaznu, stražari stavljaju Stevena u podvodni kavez prepun štakora i mrtvih tijela onih koji su doživjeli istu sudbinu kao Steven.
Još ranije je Mike razgovarao s Nickom u vezi Stevena i njegovog eventualnog preživljavanja cijelog događaja, ali nakon što - uz Nickovu pomoć - ubije svoje porobljivače, Mike spašava Stevena. Uskoro njih trojica plutaju rijekom na velikoj grani drveta. Slučajno ih pronalazi američki helikopter, ali Nick je jedini koji se na njega uspije popeti. Oslabljeni Steven pada s helikopera natrag u rijeku, a Mike se namjerno baca za njim kako ga ne bi ostavio i spašava ga. Mike pomaže Stevenu domoći se obale, ali Stevenove noge su slomljene pa ga Mike mora nositi kroz džunglu do savezničkih ratnih linija. Kada naiđu na karavan lokalnih civila koji bježe iz ratne zone, Mike zaustavlja vojni kamion južnih Vijetnamaca i na njega stavlja ranjenog Stevena moleći vojnike da se pobrinu za njega.
Za to vrijeme psihološki oštećeni Nick se oporavlja u vojnoj bolnici u Sajgonu bez da zna što se dogodilo s njegovim prijateljima. Nakon bolničkog otpuštanja, on besciljno luta gradom po noći. U jednom trenutku upoznaje Juliena Grindu, prijateljski raspoloženog Francuza koji pije šampanjac, a koji se nalazi ispred sobe u kojoj muškarci igraju ruski rulet i klade se na njega. Grinda nagovara nevoljkog Nicka da sudjeluje te ga odvodi u sobu. Tamo vidimo Mikea koji promatra igru, ali Nick ga ne primijećuje. Kada Mike vidi Nicka pokuša ga dozvati, ali ga ovaj svejedno ne vidi. Nick ulazi u igru, uzima pištolj jednog od sudionika i puca na njega te u sebe što kod publike izazove nemir zbog prekida igre. Grinda povuče Nicka do svog automobila i njih dvojica zajedno pobjegnu dok Mike cijelo to vrijeme iz gužve pokušava dozvati Nicka bez uspjeha.

### Treći čin
Mike se vraća u SAD, ali odlučuje se ne pokazati u javnosti. Kaže vozaču taksija u kojem dolazi da samo prođe pokraj njegove kuće u kojoj ga čekaju svi prijatelji, jer mu je neugodno zbog ceremonije koju su priredili Linda i ostali. Kasnije on posjećuje Lindu pa se njih dvoje zbližavaju, ali samo zbog činjenice što misle da su oboje izgubili zajedničkog prijatelja. Mike uskoro sazna za Angelu koju posjećuje u njezinom domu. Angela se nalazi u gotovo katatoničnom stanju i jedva je sposobna razumjeti što joj Mike govori. Kada ju Mike upita gdje se nalazi Steven, ona mu na papiriću napiše njegov broj telefona što Mikea odvodi u lokalnu veteransku bolnicu u kojoj se Steven nalazi već nekoliko mjeseci.
Nakon toga Mike odlazi u lov s Axelom, Johnom i Stanom, ali nakon što nađe jelena i ispali svoj "jedan hitac" usmjerava pušku u zrak te na taj način jelen uspijeva pobjeći. Sjeda na obližnji kamen i poviče "OK?", a jeka učini svoje pa se njegov "OK" čuje još mnogo puta što upućuje na njegovo mentalno stanje zbog gubtka prijatelja Stevena i Nicka. Vraća se u kolibu u kojoj Stan pokazuje svoj mali revolver kojeg je kupio i s kojim mlatara okolo; u jednom trenutku Mike mu uzima pištolj i uperi mu ga u glavu, ne znajući da je pištolj napunjen. Uskoro Mike posjećuje Stevena koji je izgubio obje noge i djelomično je paraliziran. Steven mu otkriva da mu netko iz Sajgona šalje velike sume novca, a Mike je uvjeren da se radi o Nicku. Nakon toga Mike odvodi Stevena kući njegovoj Angeli te otputuje u Sajgon nekoliko tjedana prije pada tog grada 1975. godine.
U Sajgonu Mike pronalazi Grindu koji se u međuvremenu obogatio igrajući ruski rulet kladeći se na Nicka. Grinda ga odvodi do Nicka u prepunom klubu gdje se igra ruski rulet, ali Nick se više ne sjeća svog prijatelja i svog doma u Pennsylvaniji. Mike ulazi sam u igru ruskog ruleta protiv Nicka, nadajući se da će na taj način vratiti Nicku sjećanje i nagovoriti ga da se zajedno vrate kući, ali do tada je Nickov um već potpuno zamračio. Mike prima Nicka za ruku kako bi ga spriječio da puca u sebe prilikom igre i otkriva da su mu ruke prepune ožiljaka (što je implikacija na njegovo vjerojatno drogiranje heroinom). U posljednjem trenutku, nakon što ga Mike pokuša podsjetiti na njihove zajedničke odlaske u lov, Nick konačno prepozna Mikea i nasmiješi se. Nick mu kaže "jedan hitac", digne ruku s pištoljem do svoje glave, povuče okidač i ubije se. Užasnut, Mike ga pokuša dozvati, ali bez uspjeha.

### Epilog
U SAD-u se 1975. godine održava pogreb za Nicka kojeg je u međuvremenu Mike doveo kući i na taj način održao svoje obećanje. Film završava scenom u kojoj se svi nalaze u Johnovom baru, pjevaju pjesmu "Bog blagoslovio Ameriku" (eng. God Bless America) i nazdravljaju u Nickovu čast.

## Glumačka ekipa
- Robert De Niro kao narednik Michael "Mike" Vronsky. Producent Deeley nagovorio je glumca De Nira da nastupi u filmu Lovac na jelene zbog toga što je trebao pravu glumačku zvijezdu kako bi lakše prodao film "teške priče i jedva poznatog redatelja".[4] "Svidio mi se scenarij, a Cimino je napravio odlične pripreme", izjavio je De Niro. "Bio sam impresioniran".[5] Za ulogu se De Niro pripremao tako što se družio s radnicima iz čeličane u lokalnim barovima i posjećivao njihove domove. Cimino ga je predstavljao kao svog agenta. Nitko ga nije prepoznao.[6] De Niro je kasnije izjavio da je ovo bila fizički najzahtjevnija uloga njegove karijere, a da je scena u kojoj Michael posjećuje Stevena po prvi puta u bolnici bila najemotivnija scena koju je ikada morao snimiti.[7]
- Christopher Walken - Nikonar "Nick" Chevotarevich. Za ovu je ulogu Walken osvojio prestižnu nagradu Oscar u kategoriji najboljeg sporednog glumca.
- John Savage - Steven Pushkov. Glumac Savage u posljednji je trenutak ušao u film kao zamjena za Roya Scheidera koji je dva tjedna prije početka snimanja napustio projekt zbog "kreativnih nesuglasica"; kako bi uspješno ispunio svoje ugovorne obveze prema kompaniji Universal od tri filma koja je morao snimiti, Scheider je bio prisiljen snimiti Ralje 2.[8]
- John Cazale - Stan ("Stosh"). Sve scene u kojima se pojavljuje glumac Cazale, koji je u to vrijeme bolovao od smrtonosnog raka, morale su biti prve snimljene. Zbog svoje bolesti, studio u početku nije želio da on uopće nastupi u filmu, ali glumica Streep (s kojom se Cazale u to vrijeme nalazio u romantičnoj vezi) i redatelj Cimino su zaprijetili napuštanjem projekta ako bi se takvo nešto dogodilo.[9][10] Cazale također nije bio osiguran, a prema izjavi glumice Streep De Niro je platio njegovo osiguranje, jer ga je želio u filmu. Ovo je bio Cazaleov posljednji film u karijeri zbog toga što je preminuo nedugo nakon završetka snimanja filma. Nikada nije vidio završen film.[9]
- Meryl Streep - Linda. Prije nastupa u filmu Lovac na jelene, Streep je kratko nastupila u filmu Julia redatelja Freda Zinnemanna te u osmosatnoj mini-seriji Holocaust.[11] "Teško da sam ikada prije vidio osobu koja je toliko privržena nekome tko umire", izjavio je Pacino. "Bilo je nevjerojatno gledati je kako pruža ljubav tom čovjeku".[12] U scenariju filma lik Linde bio je praktički zanemarljiv. Cimino joj je objasnio da sama može izgraditi svoj lik i predložio joj da napiše vlastite rečenice.[13]
- George Dzundza kao John Welsh
- Shirley Stoler kao Stevenova majka
- Chuck Aspegren kao Peter "Axel" Axelrod. Aspegren nije bio glumac; bio je nadzornik čeličane u istočnom Chicagu koju su u ranoj fazi pretprodukcije posjetili De Niro i Cimino. Aspegren ih je toliko impresionirao da su mu predložili ulogu. On je bio druga osoba koja je dobila ulogu u filmu nakon De Nira.[6]
- Rutanya Alda kao Angela Ludhjduravic-Pushkov
- Amy Wright kao djeveruša
- Joe Grifasi kao voditelj benda

Premda je producent Deeley bio zadovoljan konačnom verzijom scenarija, svejedno je bio zabrinut hoće li moći prodati film. "Još uvijek smo morali dobiti milijune od velikog studija", napisao je Deeley "kao i uvjeriti tržišta diljem svijeta da bi ga trebali kupiti prije nego što je uopće završen. Trebao mi je netko kalibra Roberta De Nira". De Niro je u to vrijeme bio jedna od najvećih holivudskih zvijezda zbog filmova Ulice zla, Kum II i Taksist. Uz to što će privući kupce, Deeley je vjerovao da je De Niro bio "prave životne dobi, snažan i nevjerojatno talentiran"."
Dovođenje De Nira u film bio je genijalan potez zbog toga što je on znao skoro sve glumce u New Yorku. De Niro je rekao Ciminu i Deeleyju da obrate pozornost na Meryl Streep. S njom je došao i John Cazale, njezin tadašnji romantični partner koji je u to vrijeme bio jako bolestan od raka i koji će ubrzo potom umrijeti od te bolesti. De Niro je skupa s Ciminom odlazio provjeravati lokacije za scene u čeličani kao i na probe s glumcima radi postizanja što većeg osjećaja zajedništva.
Svaki od šest glavnih muških likova u filmu nosio je fotografiju u svojim džepovima na kojoj su prikazani svih šestero dok su bili djeca kako bi se pojačalo prijateljstvo između njih. Uz to, redatelj Cimino je naredio ekipi iza kamere da izradi posebne osobne iskaznice iz Pennsylvanije za svakoga od njih, uključujući vozačke dozvole, kartice zdravstvenog osiguranja i druge rekvizite kako bi kod svakog glumca pojačao osjećaj njegovog lika.

## Pretprodukcija
Postoje razne verzije, kontroverze i priče o tome kako je film Lovac na jelene uopće nastao i kako je njegov scenarij napisan. Redatelj i jedan od potpisnika scenarija Michael Cimino, glavni scenarist Deric Washburn te producenti Barry Spikings i Michael Deeley imaju različite verzije događaja koji su doveli do stvaranja filma.

### Razvoj projekta
Godine 1968. glazbena kompanija EMI osnovala je novu tvrtku EMI Films na čijem su čelu bili producenti Barry Spikings i Michael Deeley. Deeley je otkupio prvu verziju scenarija naziva The Man Who Came to Play čiji su autori bili Louis Garfinkle i Quinn K. Redeker za 19 tisuća dolara. Radnja scenarija vrtila se oko ljudi koji dolaze u Las Vegas kako bi igrali ruski rulet. "Smatrao sam scenarij genijalnim" napisao je Deeley "ali ne i sasvim potpunim. Trik je bio u tome kako okrenuti vrlo pametan scenarij u praksu odnosno kako prema njemu snimiti film". Sredinom 70-ih godina prošlog stoljeća, kada se raspravljalo o planovima za film, tema Vijetnama još uvijek je bila tabu u gotovo svim velikim holivudskim studijima. Prema izjavama producenta Michaela Deeleyja, standardni odgovor studija je glasio: "Nitko u Americi neće biti zainteresiran gledati film o Vijetnamu".
Nakon konzultacije s nekoliko različitih holivudskih agenata, Deeley je pronašao scenarista i redatelja Michaela Cimina čiji je tadašnji predstavnik bio Stan Kamen iz agencije William Morris. Deeley je do tada bio impresioniran Ciminovim televizijskim reklamama i filmom Kalibar 20 za specijalista. Cimino je bio uvjeren da bi mogao razviti glavne likove iz scenarija The Man Who Came to Play bez da izgubi esenciju originalne priče. Nakon što je Cimino dobio posao pozvan je na sastanak u ured kompanije EMI s Garfinkleom i Redekerom. Prema izjavama producenta Deeleyja, Cimino je doveo u pitanje potrebu elementa ruskog ruleta u scenariju, ali je Redeker vrlo srčano obrazložio zbog čega taj element treba ostati u filmu. Tijekom sljedećih nekoliko sastanaka, Cimino i Deeley su razgovarali o poslu koji ih čeka u vezi scenarija, a Cimino je vjerovao da priče glavnih likova može razviti u 20 minuta filma.

### Pisanje scenarija
Skupa s Dericom Washburnom, Cimino je šest tjedana radio na scenariju. Njih dvojica ranije su surađivali sa Stephenom Bochcom na scenariju za film Silent Running. Prema izjavi producenta Spikingsa, Cimino je rekao da bi ponovno želio raditi s Washburnom. Međutim, producent Deeley tvrdi da je Cimino unajmio Washburna za rad na scenariju. "Pitanje je li Cimino unajmio Washburna i stavio ga pod ugovor ili je želio s njim podijeliti zasluge na scenariju konstantno je bilo prisutno, a njih dvojica su u vezi s tim kasnije izmijenili i grube riječi... Tako sam barem čuo", izjavio je Deeley.
Redatelj Michael Cimino u svojoj verziji priče oko pisanja scenarija tvrdio je da bi zvao Washburna na telefon za vrijeme istraživanja lokacija za snimanje i govorio mu dijaloge i razvoj priče. Nakon pregleda onoga što je Washburn napisao, Cimino je rekao: "Vratio sam se, pročitao napisano i jednostavno nisam mogao vjerovati što je pisalo. Kao da je scenarij napisao netko... mentalno zaostao." Cimino se sukobio s Washburnom u Los Angelesu u vezi scenarija, a Washburn mu je navodno odgovorio da ne može izdržati toliki pritisak i da mora otići kući. Cimino mu je nakon toga dao otkaz, a kasnije će tvrditi da je kompletan scenarij napisao sam. Washburn je na to odgovorio da "su to sve besmislice. Nisam popio niti kap pića cijelo vrijeme dok sam radio na scenariju."
Prema Washburnovoj verziji, on i Cimino su proveli tri dana u Los Angelesu radeći na razvoju priče. Scenarij je u konačnici prošao nekoliko promjena i razvio se u priču od tri čina. Washburn tijekom pisanja scenarija nije vodio razgovore s ratnim veteranima niti radio bilo kakvo istraživanje. "Imao sam mjesec dana i to je bilo to", objašnjava. "Sat je otkucavao. Napiši jebeni scenarij! Ali sve što sam trebao raditi je bilo gledati televiziju. Ratni dopisnici iz Vijetnama nalazili su se na licu mjesta, praktički u ratnim poljima s vojnicima. Imali su snimke o kojima danas možete samo sanjati." Kada je Washburn završio s pisanjem, Cimino i Joann Carelli (jedna od pomoćnih producentica na filmu Lovac na jelene koja će kasnije producirati još dva Ciminova filma) odveli su ga na večeru u jeftin restoran na Sunset Stripu. Prisjeća se: "Završili smo s večerom i Joann me pogledala nasuprot stola i rekla: 'Pa, Deric, došlo je vrijeme da te odjebemo.' I tako sam dobio otkaz. Klasični slučaj: pronađi budalu koja će ti napisati prokletu stvar, kaži mu nakon toga da odjebe, potpiši se i ti na scenarij i to je to. Međutim, u tom trenutku sam bio toliko umoran da me to nije nimalo diralo. Radio sam punih mjesec dana po 20 sati na dan. Sljedeći dan sam otišao na avion i vratio se u svoj Manhattan."
Producent Deeley je smatrao da je promijenjeni scenarij, sada naziva Lovac na jelene potpuno svjež. Glavni protagonist iz originalnog scenarija Redekera i Garfinklea - Merle - bio je osoba koja je zadobila tešku ozljedu tijekom služenja vojnog roka, a još uz to je imao i psihičkih problema zbog nasilnih ratnih iskustava; ipak radilo se o žilavom karakteru čvrstih živaca i hrabrosti. Scenarij Cimina i Washburna odvojio je tri glavna aspekta Merleove osobnosti u tri različita lika. Oni su postali stari prijatelji koji su odrasli u istom malom industrijskom gradiću i radili u čeličani, a koji će istovremeno biti unovačeni za Vijetnam. U originalnom scenariju, uloge Merlea (kasnije preimenovanog u Mike) i Nicka su bile obrnute u posljednjoj trećini filma. Nick je bio taj koji se vrati kući Lindi, dok Mike ostaje u Vijetnamu, šalje novac Stevenu i doživljava tragičnu sudbinu tijekom igranja ruskog ruleta.
Zbog procesa arbitraže Ceha scenarista Amerike, Washburn je potpisan kao autor scenarija. Garfinkle, Redeker, Cimino i Washburn su potpisani pod autore "priče". Producent Deeley je smatrao da se time nanijela nepravda Garfinkleu i Redekeru, dok se Cimino žalio na odluku arbitraže uz izjavu: "U svojoj klasičnoj nacističkoj mudrosti, nisu mi dali mogućnost da i ja budem autor scenarija, jer bi to značilo da sam i scenarist i producent i redatelj". Sva četiri potpisnika priče i scenarija - Cimino, Washburn, Garfinkle i Redeker - nominirani su za prestižnu filmsku nagradu Oscar u kategoriji najboljeg originalnog scenarija za film Lovac na jelene.

## Snimanje filma
Snimanje filma Lovac na jelene započelo je 20. lipnja 1977. godine. Ovo je bio prvi igrani film o Vijetnamskom ratu koji se snimao na lokacijama u Tajlandu. Sve scene snimljene su na pravim lokacijama. "Raspravljali smo o snimanju filma u studiju, ali sam film zahtijevao je više realizma", objasnio je Spikings. Glumci i filmska ekipa gledali su mnogo televizijskih vijesti iz rata kako bi postigli što veću autentičnost tijekom snimanja filma. Film se snimao šest mjeseci. Scene koje se odvijaju u gradiću Clairton snimljene su zapravo u osam različitih gradova u četiri države: Zapadnoj Virginiji, Pennsylvaniji, Washingtonu i Ohiju. Inicijalni budžet za film iznosio je 8,5 milijuna dolara.
Prije nego što je snimanje filma započelo, Deeley je održao sastanak s jednim od producenata Robertom Relyeajem. Deeley je zaposlio Relyea nakon što ga je upoznao na snimanju filma Bullitt i bio je njime oduševljen. Međutim, Relyea je rekao Deeleyju da neće moći biti producent Lovca na jelene i nije mu htio otkriti razlog zašto. Deeley je sumnjao da je već tada Relyea osjetio nešto u redatelju Ciminu što će otežati kompletnu produkciju filma. Kao rezultat njegovog odbijanja, Cimino je počeo snimati film bez nadgledanja producenta.
Zbog toga što je Deeley bio zaposlen nadgledanjem produkcije filma Convoy redatelja Sama Peckinpaha, unajmio je Johna Peveralla da nadgleda Ciminovo snimanje filma. Zbog svoje stručnosti s budžetiranjem i rasporedom snimanja, Peverall je bio logičan nasljednik Relyeja, a također je znao dosta o filmskom biznisu kako bi mogao dobiti status producenta. "John je bio pravi čovjek koji se svojom sposobnošću izborio da bude nadglednik produkcije pa smo ga na određenim filmovima zaposlili upravo za takvo radno mjesto", u svojoj knjizi objasnio je Deeley.

### Scene vjenčanja, bara, čeličane i lova na jelene
Scene vjenčanja snimljene su u povijesnoj ruskoj pravoslavnoj katedrali St. Theodosius u Clevelandu (država Ohio). Snimanje vjenčanja trajalo je pet dana. Za ulogu svećenika unajmljen je pravi svećenik. Vjenčano slavlje snimano je u blizini Lemko Halla. Amateri statisti koji su sudjelovali u snimanju scena vjenčanja za vrijeme snimanja pili su prava alkoholna pića i pivo. Scene su snimane tijekom ljeta, iako se radnja filma odvija u jesen. Kako bi se dobio dojam jeseni, određi listovi su maknuti iz listopadnih drveća. Fotograf Zsigmond također je uklonio boje iz eksterijernih scena - djelomično iz kamere, a djelomično u laboratoriju.
Voditelj produkcijskog tima zamolio je ruske imigrante statiste da na lokaciju donesu svaki po jednu zamotanu kutiju koja će glumiti vjenčane poklone. Namjera toga bila je ne samo da produkcija uštedi vrijeme i novac, već i zbog toga što će sami darovi izgledati vjerodostojnije. Nakon što je snimanje završeno i nakon što su statisti otišli, filmska ekipa otkrila je na svoje veliko iznenađenje da kutije nisu prazne, već da su se u njima nalazili stvarni pokloni - od porculana do srebrnog pribora za jelo. "Zauvijek će mi ostati tajnom u čijim su rukama svi ti prekrasni pokloni završili", napisao je Deeley.
Cimino je prvotno tvrdio da će scena vjenčanja trajati 21 minutu. Na kraju ona traje 51 minutu. Deeley vjeruje da je Cimino oduvijek želio napraviti prolog sat vremena dugačkim. Već u ovoj fazi produkcije, gotovo na sredini snimanja filma, Cimino je prekoračio dozvoljeni budžet, a producent Spikings je smatrao da bi snimanje toliko dugačke scene moglo prouzročiti velike probleme samom filmu gledano s financijske strane.
Za potrebe snimanja scena u baru izgrađen je poseban bar u praznom skladištu u Mingo Junctionu (Ohio) za 25 tisuća dolara; kasnije će to mjesto postati pravi bar za tamošnje radnike u čeličani. Kompanija U.S. Steel dozvolila je snimanje filma u pravoj čeličani u Clevelandu uključujući i pozicioniranje pravih glumaca nakon što je uplaćen polog od 5 milijuna dolara kao polica osiguranja. Sve ostale scene snimale su se u Pittsburghu. Prvi jelen koji bude ubijen u lovu nije zaista ubijen, unatoč "odvratnom krupnom planu", već je pogođen strelicom za uspavljivanje. Jelen kojemu u drugoj polovici filma Michael dopušta da pobjegne zapravo je isti onaj iz televizijskih reklama za kompaniju Connecticut Life Insurance.

### Vijetnam i scene ruskog ruleta
Scene ruskog ruleta s pripadnicima Vietkonga snimljene su na stvarnim lokacijama, sa stvarnim štakorima i komarcima dok su trojica glavnih glumaca (De Niro, Walken i Savage) bili zavezani u kavezima bambusa na rijeci Kwai. Žena odgovorna za pronalaženje statista u Tajlandu imala je velikih problema za pronađi lokalnog glumca koji će utjeloviti vođu igre ruskog ruleta. Prvi glumac koji je dobio posao pokazao se nesposobnim zbog toga što nije znao ošamariti De Nira kako treba. Međutim, on je znao drugog lokalnog sugrađanina koji nije previše volio Amerikance, a koji se zbog toga pokazao savršenim upravo za ovu ulogu. De Niro je predložio da jedan od čuvara tijekom snimanja scene ošamari Walkena za pravo, a da ovaj to ne zna. Reakcija koja se nakon tog šamara može vidjeti na Walkenovom licu u filmu prava je reakcija glumca. Producent Deeley je izjavio da je Cimino brutalne scene ruskog ruleta snimio briljantno i puno efikasnije od bilo kojeg drugog dijela filma.
Glumci De Niro i Savage su sami izveli pad iz helikoptera u rijeku i to 15 puta u dva dana snimanja. Prema izjavi Cimina, De Niro je tražio da u sceni u kojoj uperi revolver u glavu liku Johna Cazalea bude stavljen pravi metak kako bi se pojačao intenzitet cijele situacije. Cazale je na to pristao bez ikakvog protesta, ali je svaki put prilikom ponovnog snimanja scene opsesivno provjeravao je li metak što dalje od sljedećeg ležišta.
Iako se događaju tek kasnije u filmu, prve scene koje su snimljene nakon dolaska u Tajland su one iz vijetnamske bolnice između Walkena i vojnog doktora. Producent Deeley vjeruje da je upravo ta scena "bio trenutak koji će Walkenu kasnije donijeti nagradu Oscar". U posljednjoj sceni, kada ruski rulet igraju Mike i Nick, Cimino je rekao Walkenu i De Niru da improviziraju. Njegova uputa glumcima je bila: "Chris, stavi pištolj na svoj potiljak, opali, a ti se Bobby nagni nad njegovo tijelo i primi mu glavu."

## Postprodukcija
Do ovoga trenutka filma Lovac na jelene koštao je 13 milijuna dolara, a mukotrpan proces postprodukcije još nije bio niti započeo. Montažer Peter Zinner dobio je preko 180 kilometara snimljene filmske vrpce koju je trebao montirati što je za to vrijeme predstavljalo monumentalan zadatak. Producenti Spikings i Deeley bili su više nego zadovoljni prvom verzijom filma koja je trajala tri i pol sata. "Bili smo oduševljeni viđenim", u svojoj knjizi napisao je Deeley "i znali smo da se u ta tri i pol sata koja smo gledali krije briljantno filmsko ostvarenje".
Izvršni direktori iz kompanije Universal, uključujući Lewa Wassermana i Sida Sheinberga, bili su manje entuzijastični u vezi filma. "Mislim da su bili šokirani", prisjećao se Spikings. "Ono što ih je zbilja uznemirilo bila je pjesma Bog blagoslovio Ameriku na kraju filma. Sheinberg ju je smatrao antiameričkom. Bio je žestok u svom mišljenju. Rekao je nešto tipa: 'Zabijate nož u oči Americi'. Zbilja im se film nije svidio. I definitivno im se nije svidjela činjenica što traje tri sata i dvije minute". Deeley nije bio pretjerano iznenađen reakcijom čelnika Universala: "Lovac na jelene bio je više film za kompaniju United Artists, dok je film Convoy po svom stilu bio više za Universal. Zbunio sam se i prodao ova dva filma pogrešnim studijima". Deeley se ipak složio u jednom s Universalovcima - film je trebao biti kraći, ne samo zbog svog ritma, već i zbog potencijalnog komercijalnog uspjeha. U svojoj knjizi je napisao: "Film ispod dva i pol sata može imati tri projekcije u jednom danu. Međutim, film u trajanju od tri sata gubi jednu projekciju dnevno čime automatski gubi trećinu svih projekcija ukupno pa je samim time prihod od prodanih kinoulaznica manji za prikazivače, distributere i ostale sudionike procesa."
Thom Mount, predsjednik kompanije Universal u to vrijeme je izjavio: "Ovo je bila jebena noćna mora od dana kada je Michael završio film pa sve do dana kada smo počeli s kino distribucijom. Noćna mora je bila zbog toga što je Michael bdio nad svakom sekundom koju je snimio. Filmu nije bilo kraja. Kao da se radilo o Lovcu na jelene na jelene na jelene. Sama sekvenca vjenčanja bila je praktički film za sebe." Mount je također rekao da je zatražio pomoć od Verne Fields, voditeljice postprodukcije u kompaniji Universal u to vrijeme. "Prilijepio sam Vernu uz Cimina, a ona nije bila nevješta osoba. Počela je raditi pritisak na Michaela sve dok ovaj nije napravio točno onako kako je ona zahtijevala."
Montažer Zinner je u konačnici skratio film na pet i pol kilometara vrpce. Cimino je kasnije otpustio Zinnera nakon što je otkrio da je Zinner premontirao neke scene vjenčanja. Ipak, Zinner je osvojio prestižnu nagradu Oscar za najbolju montažu upravo za ovaj film. Na upit da komentira svoj sukob s Ciminom, Zinner je odgovorio: "Michael Cimino i ja smo imali nesuglaica pred kraj, ali obojica smo se izljubili svaki sa svojim Oscarom u rukama". Cimino će kasnije za New York Observer reći: "Zinner je bio morončina... Sam sam montirao Lovca na jelene."

### Testne projekcije
Obje verzije filma - kraća i duža - prikazane su na testnim projekcijama za publiku prije početka kino distribucije, ali Cimino, Deeley i Spikings imaju različite verzije o tome kako je publika reagirala na pojedinim projekcijama. Redatelj Cimino je izjavio da je potkupio kino operatera kako bi ovaj prekinuo kraću verziju filma na par mjesta, a sve kako bi duža verzija dobila što bolje ocjene publike. Prema izjavama producenta Spikingsa, Wasserman je dopustio izvršnom direktoru kompanije EMI Bernardu Delfontu da sam izabere između kraće i duže verzije, a on je izabrao Ciminovu dužu. Producent Deeley, pak, tvrdi da je kraća, dvo i pol satna verzija filma imala bolji odjek kod testne publike.

## Soundtrack
Službeni soundtrack filma Lovac na jelene u prodaju je krenuo na CD-u 25. listopada 1990. godine.

### Izdvojene skladbe
- Skladba Cavatina autora Stanleyja Myersa (također poznata pod nazivom He Was Beautiful) u izvedbi klasičnog gitariste Johna Williamsa najpoznatija je pod nazivom The Theme from The Deer Hunter. Producent Deeley je izjavio da je naknadno otkrio da je skladba originalno bila napisana za film imena The Walking Stick iz 1970. godine pa je zbog toga morao platiti nikad otkrivenu novčanu sumu originalnom kupcu tog autorskog djela.[39]
- Hit pjesma Can't Take My Eyes Off You iz 1967. godine u izvedbi Frankieja Vallija. Pjesmu pjevaju prijatelji u Johnovom baru te tijekom proslave vjenčanja. Prema izjavi redatelja Cimina, glumci su pjevali dok je originalna pjesma svirala u pozadini umjesto samo na prazno što je inače standardna praksa tijekom snimanja filmova. Cimino je vjerovao da će se pjevanje njegovim načinom snimanja činiti što realnijim.[16]
- Tijekom ceremonije vjenčanja i kasnije proslave, mogu se čuti Slava - tradicionalna pjesma Ruske pravoslavne Crkve te Korobushka i Katyusha - ruske narodne pjesme.
- Tijekom Nickovog pogreba može se čuti ruska pravoslavna pogrebna glazba Vechnaya Pamyat (u prijevodu "vječno sjećanje").[40]

## Kino distribucija
Kino distribucija filma Lovac na jelene započela je 8. prosinca 1978. godine u jednom kinu u New Yorku i jednom kinu u Los Angelesu u trajanju od tjedan dana. Strategija distribucije bila je kvalificirati film za prestižnu filmsku nagradu Oscar i prekinuti kino distribuciju nakon samo tjedan dana kako bi se dodatno zainteresirala publika koja ga u tih prvih 7 dana nije imala priliku vidjeti. Nakon što su objavljene nominacije za Oscara kompanija Universal proširila je kino distribuciju na veće gradove u SAD-u, a od 23. veljače 1979. godine (nakon dodjele Oscara) film se mogao pogledati gotovo svugdje. Ovaj film je važan zbog toga što se od tada nadalje krajem godine počelo s kino distribucijom uglavnom onih filmova koji će biti najozbiljniji kandidati za filmske nagrade. Film Lovac na jelene u konačnici je utržio 48,9 milijuna dolara u SAD-u.
Televizijska mreža CBS platila je tri i pol milijuna dolara za televizijska prava na prikazivanje filma u tri reprize. Mreža je kasnije povukla akviziciju nakon što je ustanovila da film sadržava previše nasilja.

## Analiza filma

### Kontroverze u vezi ruskog ruleta
Jedan od dijelova filma o kojem se najviše pričalo bio je ruski rulet u kojem se pripadnici Vietkonga klade na američke ratne zarobljenike koji igraju spomenutu igru. Taj dio filma kritiziran je kao neprirodan i nerealan jer nisu postojali nikakvi dokumenti niti svjedočenja o ruskom ruletu tijekom Vijetnamskog rata. Peter Arnett, novinar Associated Pressa koji je za medijsko pokrivanje rata osvojio Pulitzerovu nagradu u članku objavljenom u Los Angeles Timesu je napisao: "U 20 godina koliko je rat trajao, nije postojao niti jedan jedini zabilježeni slučaj ruskog ruleta... Centralna metafora filma je jednostavno čista laž." Redatelj Michael Cimino također je kritiziran za jednostrano portretiranje pripadnika vojske Sjevernog Vijetnama kao odvratne sadiste, rasiste i ubojice. Cimino se branio objašnjenjem da film nikako nije politički, polemički niti doslovno precizan u opisanim događajima te da ne nudi gledatelju nikakvo posebno gledište na rat. Također je izjavio da je pročitao par članaka iz Singapura koji su potvrđivali da je tijekom rata bilo ruskog ruleta (ali nikada nije rekao koji su to bili članci).
Tijekom filmskog festivala u Berlinu 1979. godine, sovjetska delegacija je izrazila svoje ogorčenje filmom koji je, prema njihovom mišljenju, vrijeđao vijetnamski narod u mnogim scenama. Druge socijalističke zemlje također su izrazile svoju solidarnost "herojskim ljudima iz Vijetnama". Protestirali su protiv projekcije filma i inzistirali na mišljenju da isti krši pravila festivala zbog toga što ni na koji način "ne poboljšava zajedničko razumijevanje između ljudi cijeloga svijeta". Domino efekt koji je ovakvim izjavama uslijedio doveo je do toga da pripadnici zemalja iz Kube, Istočne Njemačke, Bugarske, Poljske i Čehoslovačke te dva člana žirija napuste festival iz suosjećanja.

#### Mišljenje kritike o scenama ruskog ruleta
U svojoj kritici za film, Roger Ebert je branio umjetničku slobodu ruskog ruleta: "To je organizirajući simbol filma: sve što možete vjerovati u vezi igre, u vezi njezinog namjernog nasilja, u vezi s tim kako ta igra dira duševno zdravlje ljudi koji su je prisiljeni igrati može se primijeniti na rat općenito. To je briljantan simbol zbog toga što, u kontekstu priče, on čini svaku ideološku izjavu u vezi rata potpuno nebitnom."
Filmski kritičar i biograf David Thomson također se slaže da film savršeno funkcionira bez obzira na gore spomenutu kontroverznost: "Postojale su žalbe na film budući da pripadnici vojske Sjevernog Vijetnama nikada nisu koristili ruski rulet za svoju zabavu. Također se govorilo da su scene u Sajgonu izmišljene ili umišljene te da su De Niro, Christopher Walken i John Savage prestari za služenje vojnog roka u Vijetnamu (Savage, najmlađi od sve trojice, tada je imao 28 godina). Tri desetljeća kasnije, 'imaginacija' kao da je utišala sve te kritike... a Lovac na jelene i dalje je jedan od najvećih američkih filmova ikad snimljenih."
U svojoj kritici Pauline Kael je napisala: "Pripadnici Vietkonga portretirani su u filmu na isti način na koji su u filmovima o Drugom svjetskom ratu portretirani Japanci... Iz tih scena ono što gledatelj može shvatiti je da smo mi radili neke loše stvari u Vijetnamu nemilosrdno, ali impersonalno; Vijetkong je bio taj koji je bio okrutan i sadistički".
U članku naziva "The Vietnam Oscars" objavljenom u Vanity Fairu autor Peter Biskind je napisao da je politički cilj Lovca na jelene pomalo misteriozan.

#### Mišljenje filmske ekipe o scenama ruskog ruleta
Glumac Christopher Walken je izjavio da prilikom snimanja filma povijesni kontekst radnje nije bio ključan: "Ne sjećam se da je bilo tko, dok smo snimali film, uopće spomenuo Vijetnam!". De Niro je nadodao: "Bez obzira jesu li se opisani događaji u filmu uopće dogodili ili nisu, to je nešto što vrlo lako možete zamisliti da bi se moglo dogoditi u teoriji. Ne znam. U ljubavi i ratu sve je dopušteno". Producent Spikings je, iako je bio ponosan na film, kasnije izrazio žaljenje zbog toga kako su Vijetnamci prikazani u filmu. Rekao je: "Mislim da nitko od nas nije želio da film bude eksploatatorski, ali mislim da nismo bili dovoljno... upućeni. Ne mogu se sjetiti bolje riječi od ove. U to vrijeme nisam shvaćao koliko smo se zapravo loše ophodili prema Vijetnamcima..."
S druge strane, producent Deeley je branio Ciminove komentare u vezi prirode i motiva filma: "Lovac na jelene nije zapravo film o Vijetnamskom ratu. To je film o nečem sasvim drugom. Nije niti o drogama niti kolapsu morala vojnika. Glavna teza tog filma je kako pojedinci odgovaraju na pritisak: različiti ljudi reagiraju različito. Film je o trojici radnika iz čeličane koji su postavljeni u nevjerojatne situacije. Film Apokalipsa danas je nadrealan. Lovac na jelene je parabola... Ljudi koji se bore i izgube u ratu koji se nikada nije trebao niti dogoditi suočeni su s nekim očitim i neprijatnim izborima. Oni za to mogu okrivljavati svoje vođe... Ili same sebe. Okrivljavanje samoga sebe bio je veliki teret za mnoge ratne veterane. Kako se vojnik istovremeno može pomiriti s porazom, a pritom sačuvati svoje dostojanstvo? Jedan od načina je prikazati neprijatelja toliko nehumanim, te bitku između dobrih momaka (nas) i loših momaka (njih) toliko neravnopravnom da poraz učinimo nevažnim. Nehumanost je bila glavna tema portreta pripadnika vojske Sjevernog Vijetnama tijekom scena ruskog ruleta. Suosjećanje publike prema zatvorenicima koji pucaju po šavovima, stoga, zatvara taj krug. U scenama ruskog ruleta neki veterani koji su propatili tijekom rata pronašli su savršenu alegoriju."

### Ciminova autobiografija i završna scena filma
Redatelj Michael Cimino je u intervjuima učestalo spominjao Lovca na jelene kao "osobni" odnosno "autobiografski" film premda su kasnija istraživanja novinara poput Toma Buckleyja iz Harpera otkrili netočnosti Ciminovih tvrdnji.
Posljednja scena filma u kojoj se svi glavni likovi okupljaju na jednom mjestu i pjevaju pjesmu Bog blagoslovio Ameriku postala je temom mnogih debata među kritičarima nakon što je film krenuo s kino distribucijom. Postavljalo se pitanje je li namjera scene i takvog završetka filma trebala biti ironična ili ne - "kao kritika patriotizmu ili njegov hvalospjev".

## Kritike
Prve kritike filma Lovac na jelene uglavnom su bile izrazito pozitivne. Mnogi kritičari smatrali su ga najboljim američkim epskim filmom nakon Kuma redatelja Francisa Forda Coppole. Najviše su bili hvaljeni portret radničke klase Amerike i njezinog okoliša; Ciminova režija glume De Nira, Walkena, Streep, Savagea, Dzundze i Cazalea; simbolična promjena tonaliteta i ritma filma u dijelu kada iz Amerike selimo u Vijetnam; tenzije tijekom igranja ruskog ruleta; i teme američke razočaranosti.
Roger Ebert iz Chicago Sun-Timesa dao je filmu četiri od četiri zvjezdice i nazvao ga "jednim od emocionalno najpotresnijih filmova ikada snimljenih". Gene Siskel iz Chicago Tribunea također je nahvalio film uz opasku: "Ovo je veliki film koji se bavi velikim stvarima. Mnogo dijelova filma, uključujući i odabire određenih glumaca, podsjeća na Kuma." Leonard Maltin da je filmu četiri zvjezdice i nazvao ga "osjećajnim i mučnim uratkom". Vincent Canby iz New York Timesa nazvao je Lovca na jelene "velikim, neprijatnim, ludo ambicioznim filmom koji će postati popularnim epom čija tema progovara o Americi kao što je to bio i Kum. Njegovu viziju potpisuje originalni, novi filmaš". David Denby iz New Yorka prozvao je film "epskim" s "kvalitetom kakvu u današnje vrijeme gotovo uopće ne viđamo - raspon, snaga i širina pravog filmskog doživljaja". Jack Kroll iz magazina Time napisao je da film stavlja svojeg redatelja Cimina "direktno u centar filmske kulture". Stephen Farber je za magazin New West Lovca na jelene proglasio "najvećim antiratnim filmom još od Velike iluzije".
Ipak, film nisu zaobišle negativne kritike pogotovo one koje su se odnosile na konteroverze ruskog ruleta. Pauline Kael iz The New Yorkera napisala je pozitivnu kritiku, ali s određenom rezervom: "Uskogrudan je to film određene veličine... s ushićenim pogledom na običan život... ali istovremeno je i razjaren jer, unatoč svojoj ambicioznosti, nema veću moralnu inteligenciju od Eastwoodovih akcijskih filmova". Andrew Sarris napisao je da je film "izrazito nejasan i misteriozno histeričan... Možda je značajno i to što su nam glumci zanimljiviji od samih likova koje oni portretiraju." John Simon iz New Yorka je napisao: "Uz sve pretenzije da će biti novi i bolji, ovaj film je zapravo samo nastavak starih holivudskih lažnih ratnih filmova. Neprijatelj je još uvijek divlji i glup te ga se ne može usporediti s našom čistoćom i heroizmom."
Na popularnoj internetskoj stranici Rotten Tomatoes koja se bavi prikupljanjem filmskih kritika film ima 92% pozitivnih ocjena temeljenih na 48 kritika: "Veličina filma malo je otupljena njegovom dužinom i jednostranim pogledom na događaje, ali svi nedostaci filma zasjenjeni su Ciminovom suosjećajnom režijom i nevjerojatnim glumačkim ostvarenjima Roberta De Nira, Meryl Streep i Christophera Walkena". Na drugoj internetskoj stranici koja se također bavi prikupljanjem kritika, Metacritic, film ima ocjenu 73/100 temeljenu na 7 zaprimljenih kritika. Roger Ebert je te godine film Lovac na jelene stavio na treće mjesto najboljih filmova godine, a također ga je prozvao i jednim od najboljih filmova 70-ih. Gene Siskel također ga je postavio na treće mjesto najboljih filmova godine. Redatelj Miloš Forman i glumac Mickey Rourke izjavili su da je Lovac na jelene jedan od najboljih filmova svih vremena.

### Revizije kritika nakon filmaVrata raja
Sljedeći film redatelja Michaela Cimina, Vrata raja, filmska kritika doslovno je sasjekla. Film je proglašen jednim od najvećih box-office neuspjeha u filmskoj povijesti budući je od inicijalnog budžeta od 44 milijuna dolara utržio nešto malo više od 3 milijuna tijekom kino distribucije čime je doveo do bankrota kompanije United Artists i završetka filmskog razdoblja znanog pod nazivom Novi Hollywood. Zbog neuspjeha filma Vrata raja nekoliko je kritičara u međuvremenu promijenilo svoje prvotno mišljenje o Lovcu na jelene. U svojoj sada već slavnoj kritici, Vincent Canby je za film Vrata raja napisao: "Film pada na toliko nivoa da vam dođe da se zapitate je li gospodin Cimino prodao svoju dušu Vragu kako bi kupio uspjeh Lovca na jelene, pa se sada taj isti Vrag vratio kako bi naplatio dug". Andrew Sarrris je u svojoj kritici za Vrata raja napisao: "Malo sam iznenađen što mnogi kritičari koji su bili oduševljeni Ciminom zbog njegovog Lovca na jelene sada tog istog redatelja bacaju vukovima s jednakom dozom entuzijazma." U svojoj kritici također je nadodao: "Nikada me taj film nije osvojio... I stoga nisam bio iznenađen glupošću i nepovezanošću filma Vrata raja budući je ta ista glupost i nepovezanost prisutna i očigledna u Lovcu na jelene". U svojoj knjizi Final Cut: Dreams and Disaster in the Making of Heaven's Gate autor Steven Bach je napisao: "Kritičari kao da su se osjećali obveznima u svojim negativnim kritikama za Vrata raja spomenuti Lovca na jelene kako bi demonstrirali svoje kritičarske akreditacije."
Filmski kritičar za BBC Mark Kermode obrušio se na status filma Lovac na jelene kojeg se smatra jednim od najvećih filmskih klasika: "Postoji nepisano pravilo u filmskoj kritici da se neki filmovi ne smiju koriti. Građanin Kane, Neki to vole vruće, 2001: Odiseja u svemiru, Kum II... Svi ti filmovi smatraju se pravim filmskim klasicima. Međutim, uz rizik da budem izbačen iz kruga "respektabilnih filmskih kritičara", dozvolite mi da iskoristim ovu priliku i kažem svoje službeno mišljenje o Lovcu na jelene, a to je da je to jedan od najgorih filmova ikada snimljenih - preopširna, preuveličana povraćotina umočena u manipulativne rasističke emocije, primarno značajna zbog svog farsičnog melodramatskog tonaliteta koji se nalazi negdje između vrišteće histerije i pijanog mjesečarenja."
Ipak, mnogi kritičari i danas smatraju Lovca na jelene velikim filmom čija snaga nije nestala, uključujući Davida Thomsona i A. O. Scotta.

## Nagrade i nominacije

### Oscar
Filmski producent Allan Carr iskoristio je svoja poznanstva kako bi što više i što bolje promovirao film Lovac na jelene. "U kojem je točno trenutku Allan Carr došao u priču Lovca na jelene više se ne mogu sjetiti", podsjeća se producent Deeley, "ali taj film je za njega postao poput križarskog pohoda. Šarmirao je sve oko sebe, priređivao nezaboravne zabave, stvarao promociju "od usta do usta" (word of mouth) - činio je sve što se u to vrijeme u Hollywoodu moglo činiti kako bi promovirao projekt. Zbog toga što nije imao nekakvog vidljivog osobnog razloga zašto to čini, ljudi iz prodaje kompanije Universal Pictures napokon su počeli shvaćati da u rukama imaju nešto što potencijalno vrijedi više od uobičajenog." Deeley je također nadodao da su Carrove promocije bile te koje su Lovca na jelene stavile "na kartu" nominacija za prestižnu filmsku nagradu Oscar.
Tijekom televizijske posebne emisije Oscar Preview for 1978, kritičar Roger Ebert ispravno je predvidio da će film Lovac na jelene osvojiti nagradu za najbolji film, dok je Gene Siskel mislio da će pobijediti film Povratak ratnika. Međutim, Ebert nije dobro predvidio da će De Niro pobijediti u kategoriji za najboljeg glavnog glumca te da će Jill Clayburgh pobijediti u kategoriji za najbolju glavnu glumicu za film Slobodna žena - tu je točniji bio Siskel koji je predvidio pobjede Jona Voighta i Jane Fonde za film Povratak ratnika. Obojica su, ipak, ispravno predvidjeli pobjedu Christophera Walkena u kategoriji najboljeg sporednog glumca.
Prema napisima producenta Deeleyja, Warren Beatty je vodio negativnu kampanju za Lovca na jelene zbog toga što je te godine on imao svoj film koji je bio nominiran u čak devet kategorija za nagradu Oscar - Nebo može čekati. Beatty je u svojoj kampanji koristio bivše djevojke: Julie Christie koja se u to vrijeme nalazila u žiriju filmskog festivala u Berlinu na kojem je, između ostalih, prikazan Lovac na jelene napustila je projekciju filma skupa s članovima žirija iz Rusije. Jane Fonda je u javnosti također kritizirala film Lovac na jelene. Deeley pretpostavlja da razlog njezinog kriticizma leži u činjenici što se njezin film Povratak ratnika nalazio u mrtvoj utrci za glavnu nagradu skupa s Lovcem na jelene. Također je napisao da je Beatty poslao svog prijatelja koji je glumio novinara tijekom konferencije za medije povodom Oscara, a koji je upitao Fondu je li gledala Lovca na jelene. Fonda je odgovorila da nije i da ga ne namjerava pogledati.
Kako se dodjela Oscara približavala, negativna kampanja protiv Lovca na jelene se povećavala. Kada su 9. travnja 1979. godine limuzine počele dolaziti ispred paviljona Dorothy Chandler gdje se održavala ceremonija dodjele, okružili su ih demonstratori uglavnom iz ogranka organizacije Vijetnamski veterani protiv rata iz Los Angelesa. Demonstratori su nosili transparente s napisima "Nema Oscara za rasizam" i "Lovac na jelene je prokleta laž" te bacali pamflete koji su svojim sadržajem kudili po filmu na prozore limuzina. Washburn, nominiran u kategoriji najboljeg originalnog scenarija, tvrdio je da je njegova limuzina kamenovana. Prema članku objavljenom u magazinu Variety, "policija i demonstratori sukobili su se u kratkoj, ali krvavoj tučnjavi koja je rezultirala s 13 uhićenja".
Glumac Robert De Niro bio je toliko nervozan da se na kraju nije pojavio na dodjeli nagrada. Upitao je Akademiju da li bi mogao sjediti iza pozornice, ali kada ga je Akademija odbila, De Niro je odlučio da će rađe ostati u svom domu u New Yorku. Producent Deeley je sklopio dogovor s producentom Davidom Puttnamom čiji je film Ponoćni ekspres također bio nominiran da će svatko uzeti 500 dolara sa sobom na ceremoniju te da će pobjednik dati taj novac onom drugom kako bi "utopio svoju tugu sa stilom".
Film Lovac na jelene imao je sveukupno 9 nominacija za prestižnu filmsku nagradu Oscar, a u konačnici je osvojio 5 nagrada.
- Najbolji film - Barry Spikings, Michael Deeley, Michael Cimino i John Peverall
- Najbolji redatelj - Michael Cimino
- Najbolji sporedni glumac - Christopher Walken
- Najbolja montaža - Peter Zinner
- Najbolji zvuk - Richard Portman, William L. McCaughey, Aaron Rochin, C. Darin Knight
- Najbolji glumac - Robert De Niro
- Najbolja sporedna glumica - Meryl Streep
- Najbolji originalni scenarij - Deric Washburn, Michael Cimino, Louis Garfinkle, Quinn K. Redeker
- Najbolja fotografija - Vilmos Zsigmond

### Zlatni globus
Film Lovac na jelene imao je 6 nominacija za nagradu Zlatni globus, a osvojio je jednu.
- Najbolji redatelj - Michael Cimino
- Najbolji film (drama)
- Najbolji glumac (drama) - Robert De Niro
- Najbolji sporedni glumac - Christopher Walken
- Najbolja sporedna glumica - Meryl Streep
- Najbolji scenarij - Derick Washburn

### BAFTA
Film Lovac na jelene imao je 9 nominacija za britansku nagradu BAFTA, a osvojio je dvije.
- Najbolja fotografija - Vilmos Zsigmond
- Najbolja montaža - Peter Zinner
- Najbolji film
- Najbolji redatelj - Michael Cimino
- Najbolji glumac - Robert De Niro
- Najbolja glumica - Meryl Streep
- Najbolji sporedni glumac - Christopher Walken
- Najbolji scenarij - Derick Washburn
- Najbolji zvuk - C. Darin Knight, Richard Portman, James J. Klinger

## Naslijeđe
Lovac na jelene bio je prvi i najkontroverzniji kino film nekog velikog holivudskog studija koji je kritizirao američku umiješanost u Vijetnamski sukob nakon 1975. godine kada je rat službeno završio. Premda je film s kino distribucijom počeo iste godine kada i Povratak ratnika redatelja Hala Ashbyja, The Boys in Company C redatelja Sidneyja Furieja i Go Tell the Spartans redatelja Teda Posta, Lovac na jelene bio je prvi film o Vijetnamu kojeg je pogledao široki spektar publike i koji je pobrao hvalospjeve filmske kritike kulminiravši dodjelom prestižne filmske nagrade Oscar na kojoj je proglašen najboljim filmom godine. Ostali filmovi snimljeni tijekom kasnih 70-ih i u 80-im godinama prošlog stoljeća čija je tema krvavi sukob u Vijetnamu uključuju:
- Apokalipsu danas redatelja Francisa Forda Coppole iz 1979. godine
- Vod smrti redatelja Olivera Stonea iz 1986. godine
- Full Metal Jacket redatelja Stanleyja Kubricka iz 1987. godine
- Hamburger Hill redatelja Johna Irvina iz 1987. godine
- Rođen 4. srpnja redatelja Olivera Stonea iz 1989. godine
- Žrtve rata redatelja Briana De Palme iz 1989. godine
- Nebo i zemlju redatelja Olivera Stonea iz 1993. godine
- Forrest Gump redatelja Roberta Zemeckisa iz 1994. godine

U članku naziva The Deer Hunter: Story of a scene autor David Thomson napisao je da je film promijenio način na koji su u filmovima do tada prikazane scene ratovanja: "Teror i eksplozija vatrene moći promijenila je ratni film, čak i kada je korišten samo revolver. Prije kasnih 70-ih godina filmovi su se uglavnom bavili temom Drugog svjetskog rata u kojima su scene rata bile žestoke, ali uvijek rigorozno kontrolirane. Lovac na jelene postavio je novu, sirovitiju dinamiku ratovanja i akcije na taj način utirući put kasnijim filmovima poput Voda smrti, Spašavanja vojnika Ryana ili Eastwoodovim filmovima Pisma s Iwo Jime i Zastave naših očeva".
U intervjuu za internetsku stranicu Rotten Tomatoes iz 2011. godine, glumac William Fichtner je izjavio da su on i njegova partnerica s kojom je gledao film Lovac na jelene u kinu potpuno zanijemili nakon što je film završio zbog "ljudskog iskustva koje je u filmu bilo prikazano tako realistično; putevi glavnih likova bili su toliko teški, kao što je ponekad težak realan život. Sjećam se da smo nakon što smo pogledali film hodali ulicom - otišao sam pogledati film s tadašnjom djevojkom, to nam je bio kao spoj - i izašli smo iz kina i hodali ulicom nekih sat vremena bez da je itko rekao ijednu jedinu riječ; toliko nas je film potresao."
Službeno je zabilježena smrt od dvadeset i pet ljudi koji su umrli od posljedica igranja ruskog ruleta, a za koje se sumnjalo da su se nalazili pod utjecajem scena iz filma.

### Razna priznanja
Godine 1996. film Lovac na jelene izabran je za očuvanje u Nacionalnom filmskom registru SAD-a zbog svoje "kulturološke, povijesne i estetske važnosti".
U časopisu Empire iz 2008. godine u kojem je objavljena lista 500 najboljih filmova svih vremena, Lovac na jelene zauzeo je 467. mjesto uz komentar:
Ciminov odvažan, moćan epski film o Vijetnamskom ratu prikazuje sve od mačističkih rituala iz malog gradića, do pakla jugozapadne Azije i natrag pa sve do upitnog pjevanja pjesme America The Beautiful. De Niro je sjajan, ali su Christopher Walken, Meryl Streep i John Savage uistinu nezaboravni.
Nakon što je pogledao film u ožujku 1979. godine Jan Scruggs, vijetnamski veteran koji je postao savjetnik za američko Ministarstvo rada došao je na ideju o gradnji Nacionalnog memorijalnog centra za vijetnamske veterane pa je sam osnovao i vodio fond za navedeni centar koji ga je i otplatio. Redatelj Michael Cimino bio je pozvan na otvaranje centra.

## Vanjske poveznice
- Lovac na jelene u internetskoj bazi filmova IMDb-a
- Filmsite.org
- Recenzije na Rottentomatoes.com
- Online scenarij